# Doga (Burkina Faso)
Pour les articles homonymes, voir Doga.
Doga est un village du département et la commune rurale de Balavé, situé dans la province des Banwa et la région de la Boucle du Mouhoun au Burkina Faso.